# Ocean Life
Ocean Life (ранее easyCruise Life (2007—2010), Farah (2006—2007), The Jasmin (2001—2006), Palmira (1998—2001), Natasha (1995—1998), постр. как Лев Толстой (1981—1995)) — шестипалубное круизное судно индийской компании Easycruise Life Ltd., построенное по заказу Советского Союза как морской автопассажирский паром класса Дмитрий Шостакович, проект B-492 на верфи Stocnia Szczecinska im Adolfa Warskiego в Щецине Польской Народной Республике и переданное Черноморскому морскому пароходству в Одессе (СССР) в октябре 1981 года. Судами-близнецами являются Дмитрий Шостакович, Георг Отс, Михаил Суслов, Константин Симонов, Михаил Шолохов и Константин Черненко.

## История

### Лев Толстой
Судна было заложено на польской судоверфи в Щецине под номером B 492/03, спущено на воду 6 февраля 1981 года и передано экипажу Черноморского морского пароходства под названием Лев Толстой в октябре 1981 года, где его включили в список круизных судов. В 1992 году на судне был спущен советский флаг и поднят флаг Украины, а в 1995 году судно было продано компании Blasco IK, где ему было присвоено девичье имя

### Natasha
и оно стало ходить под либерийским флагом. В 1996 году судно было возвращено, перерегистрировано в Черноморском морском пароходстве и эксплуатировалось на черноморских линиях. В 1998 году судно получило название Palmira.

### Palmira
В июле 1999 года судно было переоборудовано и отремонтировано на верфи в Польше. В 2001 году судно было снова отправлено под удобный флаг и было перерегистрировано на собственника Mano Maritime, Кингстаун (Сент-Винсент) и переименовано в The Jasmin.

### The Jasmin
В августе 2006 года судно было продано иорданской компании International Maritime Investement Co. Ltd. и переименовано в Farah.

### Farah
В течение года судно осуществляет круизы по Красному морю и в сентябре 2007 года снова перепродаётся кипрской компании EasyCruises Ltd, которая в ноябре 2007 года снова переименовывает судно, на сей раз в

### easyCruise Life
Под данным названием судно осуществляет круизы по Средиземному морю. В 2010 году судно было поставлено на прикол в порту Драпетсона, на западе Пирея.

### Ocean Life
В октябре 2010 года судно продаётся новой индийской компании BlueOcean Cruises, переименовывается в Ocean Life. 18 ноября 2010 года Ocean Life выполнял свой первый рейс с туристами по маршруту Гоа — Мумбаи с 401 персонами на борту, включая 134 члена экипажа. Примерно в 17 морских милях от Гоа судно получило трещину в корпусе, накренилось и в каюты левого борта стала поступать забортная вода. Судно Ocean Life было отбуксировано назад в Мормугао, а затем было отремонтировано на верфи Western India Shipyard.